# Biciliosporina karwarensis
Biciliosporina karwarensis är en svampart som beskrevs av Subram. & Sekar 1993. Biciliosporina karwarensis ingår i släktet Biciliosporina och familjen Nitschkiaceae.   Inga underarter finns listade i Catalogue of Life.